# Markku Laakso
Markku Heikki Sakari Laakso (Vampula, 28 marzo 1949) è un medico finlandese.
È professore presso l'Università della Finlandia orientale ed è specializzato nella ricerca riguardante le malattie vascolari e il diabete di tipo 2. Ha ricevuto diversi premi come il Matti Äyräpää Award nel 2007, il Kelly West Award nel 2008 e il premio per la scienza finlandese nel 2015.
L'indice di Laakso-Taagepera porta anche il suo nome in quanto coautore assieme a Rein Taagepera dell'articolo "Effective" Number of Parties: a Measure with Application to West Europe (1979).
È marito di Johanna Kuusisto, anch'essa professoressa presso la stessa università, con la quale ha pubblicato svariati articoli.

## Articoli scientifici
- Markku Laakso e Rein Taagepera (1979) "Effective" Number of Parties: a Measure with Application to West Europe, in Comparative Political Studies
- AA VV, Mortality from coronary heart disease in subjects with type 2 diabetes and in nondiabetic subjects with and without prior myocardial infarction, in New England journal of medicine, 1998.
- AA VV, Acarbose for prevention of type 2 diabetes mellitus: the STOP-NIDDM randomised trial, in Lancet, 2002.